# Lü Siao-ťün
Lü Siao-ťün (čínsky pchin-jinem Lǚ Xiǎojūn, znaky 吕小军; * 27. července 1984, Chuang-š', Čína) je čínský vzpěrač. Na Letních olympijských hrách v Londýně získal zlatou medaili ve váhové kategorii do 77 kg celkovým výkonem 379 kg (175 kg v trhu a 204 kg v nadhozu), což znamenalo světový rekord ve dvojboji i v trhu.
Na olympiádě v roce 2016 obsadil druhé místo za ázerbájdžánským reprezentantem Nijatem Rahimovem. V roce 2022 byl Rahimov diskvalifikován za obcházení dopingové kontroly a Lü se stal dodatečně olympijským vítězem.
Po změně váhových kategorií v roce 2018 soutěží v kategorii do 81 kg. Vytvořil v ní šest světových rekordů. V roce 2021 zvítězil na tokijské olympiádě výkonem 374 kg ve dvojboji. Ve věku sedmatřiceti let se tak stal historicky nejstarším olympijským vítězem ve vzpírání.
Je i pětinásobným mistrem světa a vítězem Asijských her z roku 2014.